# 出雲市民病院
出雲市民病院（いずもしみんびょういん）は、出雲医療生活協同組合が島根県出雲市塩冶町に設置する病院。

## 概要
救急告示病院（二次救急）。1950年に開設された出雲大衆診療所を前身とする。
全日本民主医療機関連合会（民医連）に加盟している。

## 診療科
- 内科[3]
- 呼吸器科（呼吸器内科）[3]
- 循環器科（循環器内科）[3]
- 神経内科[3]
- 外科[3]
- 整形外科[3]
- 眼科[3]
- 耳鼻咽喉科[3]
- 泌尿器科[3]
- リハビリテーション科[3]
- 放射線科[3]
- 麻酔科[3]
- 健診センター[4]
  - 人間ドック、各種健康診断を行っている（予約制）。

## 医療機関の認定
- 保険医療機関[3]
- 労災保険指定医療機関[3]
- 生活保護法指定医療機関(中国残留邦人等の円滑な帰国の促進並びに永住帰国した中国残留邦人等及び特定配偶者の自立の支援に関する法律(平成6年法律第30号)に基づく指定医療機関を含む。)[3]
- 結核指定医療機関[3]
- 原子爆弾被害者一般疾病医療取扱医療機関[3]
- 高齢者の医療の確保に関する法律(昭和57年法律第80号)第7条第1項に規定する医療保険各法及び同法に基づく療養等の給付の対象とならない医療並びに公費負担医療を行わない医療機関[3]
- 指定自立支援医療機関（更生医療）[3]（腎臓）[5]
- 指定自立支援医療機関（精神通院医療）[3]
- 身体障害者福祉法指定医の配置されている医療機関[3]
- 特定疾患治療研究事業委託医療機関[3]
- 無料低額診療事業実施医療機関[3]
- このほか、各種法令による指定・認定病院であるとともに、各学会の認定施設でもある。

## 特徴

### 差額ベッド代について
病院の理念により、差額ベッド料（個室料）を徴収していない。

### 高齢者ケアにおける回想法の利用
回想法を高齢者ケアのひとつとして取り入れている。これは昔懐かしい写真や品物、歌、食べ物を見る、歌う、味わう中で昔の思い出を語り合う心のケアである。また、麻酔科部長の鈴木正典医師は共著『写真で見せる回想法』（志村ゆず編・鈴木正典 編・伊波和恵 著・下垣光著・下山久之著・萩原裕子著,弘文堂,2004年）を出版している。

## 交通アクセス
- JR山陰本線「出雲市駅」より北西へ徒歩10分

## 関連施設
- 出雲市民リハビリテーション病院

## 周辺
- 出雲休日診療所
- 出雲市立第二中学校
- 出雲市立中央幼稚園
- 松江地方裁判所出雲支部